# Domsten
Domsten – miejscowość (tätort) w Szwecji, w regionie administracyjnym (län) Skania, w gminie Helsingborg.
Według danych Szwedzkiego Urzędu Statystycznego liczba ludności wyniosła: 625 (31 grudnia 2015), 602 (31 grudnia 2018) i 603 (31 grudnia 2019).